# Knyszewicze
Knyszewicze (biał. Кнышэвічы) – wieś w Polsce położona w województwie podlaskim, w powiecie sokólskim, w gminie Szudziałowo.

## Historia
Wieś leśnictwa sokólskiego w ekonomii grodzieńskiej w drugiej połowie XVII wieku. 
Dawna wieś unicka, należąca do cerkwi parochialnej w Samohrudzie.
W sierpniu 1915 r. wszyscy mieszkańcy Knyszewicz ewakuowali się w głąb Imperium Rosyjskiego w ramach tzw. Bieżeństwa, w związku z czym wieś całkowicie opustoszała na parę następnych lat. Powroty do rodzinnej wsi rozpoczęły się po wybuchu rewolucji październikowej i trwały do połowy lat 20. XX w.
Według Pierwszego Powszechnego Spisu Ludności przeprowadzonego w 1921, wieś Knyszewicze liczyła 209 mieszkańców (99 kobiet i 110 mężczyzn) zamieszkałych w 35 domach. Większość mieszkańców wsi, w liczbie 148 osób, zadeklarowała wówczas wyznanie prawosławne, pozostali podali kolejno: wyznanie rzymskokatolickie (59 osób) oraz wyznanie mojżeszowe (2 osoby). Podział konfesyjny mieszkańców Knyszewicz powiązany był z ich strukturą narodowo-etniczną, bowiem większość mieszkańców miejscowości, podobnie jak wyznanie prawosławne, zadeklarowała narodowość białoruską (132 osoby). Reszta zgłosiła kolejno: narodowość polską (75 osób) oraz narodowość żydowską (2 osoby).
W latach 1975–1998 miejscowość administracyjnie należała do województwa białostockiego.
W przeszłości mieszkańcy wsi powszechnie używali do codziennej komunikacji między sobą gwary języka białoruskiego, określanej przez nich mianem języka prostego. W 1980 r. dokonano tu badań dialektologicznych pod kierunkiem Janusza Siatkowskiego, w ramach których odnotowano, że podstawowym środkiem porozumiewania się mieszkańców między sobą jest gwara białoruska. Współcześnie jednak, na skutek masowego odpływu ludności wiejskiej do aglomeracji miejskich, umiejętność posługiwania się nią ograniczyła się do starszego pokolenia mieszkańców wsi i nie jest ona przekazywana młodszym pokoleniom, w związku z czym przewiduje się jej całkowite wyginięcie w najbliższej przyszłości.
W październiku 2015 r. w Knyszewiczach odbyła się ekspedycja naukowa pod kierownictwem Mirosława Jankowiaka, w ramach której dokonano zbadania i nagrania białoruskiej gwary mieszkańców wsi. Ekspedycja współfinansowana została przez Polską Akademię Nauk.

## O wsi
Prawosławni mieszkańcy wsi przynależą do parafii Świętych Apostołów Piotra i Pawła w pobliskim Samogródzie.
Na wzniesieniu nieopodal Knyszewicz zachował się XVIII-wieczny, kuty w kamieniu krzyż nagrobny. Jest to rudyment cmentarza cholerycznego. Ze względu na swoje nietypowe kształty jest on określany mianem baby kamiennej.
Współczesne Knyszewicze znane są z rzeźby Moai.
W Knyszewiczach i w sąsiednich Harkawiczach znajdują się cmentarzyska ze stelami, dzięki odnalezionym monetom – szelągom Jana Kazimierza – datowane na XVII wiek. W obu wsiach archeolodzy odkryli po dziesięć szkieletów, głównie dzieci.
We wsi prowadzą gospodarstwo rolne laureaci 29. edycji Agroligi 2021 − Monika i Krzysztof Jaroszewiczowie.

## Związani z Knyszewiczami
- Aneta Prymaka-Oniszk (ur. 1975) –  dziennikarka i publicystka, urodzona w Knyszewiczach
- Włodzimierz Pac (1967–2021)[21][22] – rodem z Knyszewicz Dużych[23] korespondent Polskiego Radia w Mińsku, Moskwie,  redaktor Polskiego Radia[24]. Pochowany na cmentarzu parafialnym pobliskiej cerkwi p.w. Św. Apostołów Piotra i Pawła w Samogródzie[25][26].
- Stanisław Nicewicz – informatyk, rolnik, konstruktor związany z partią Nowa Nadzieja[27][28]. Na swoim podwórku wzniósł czterometrową kopię posągu Moai z Wyspy Wielkanocnej. Rzeźba pełni funkcję kapsuły czasu[29].

## Galeria

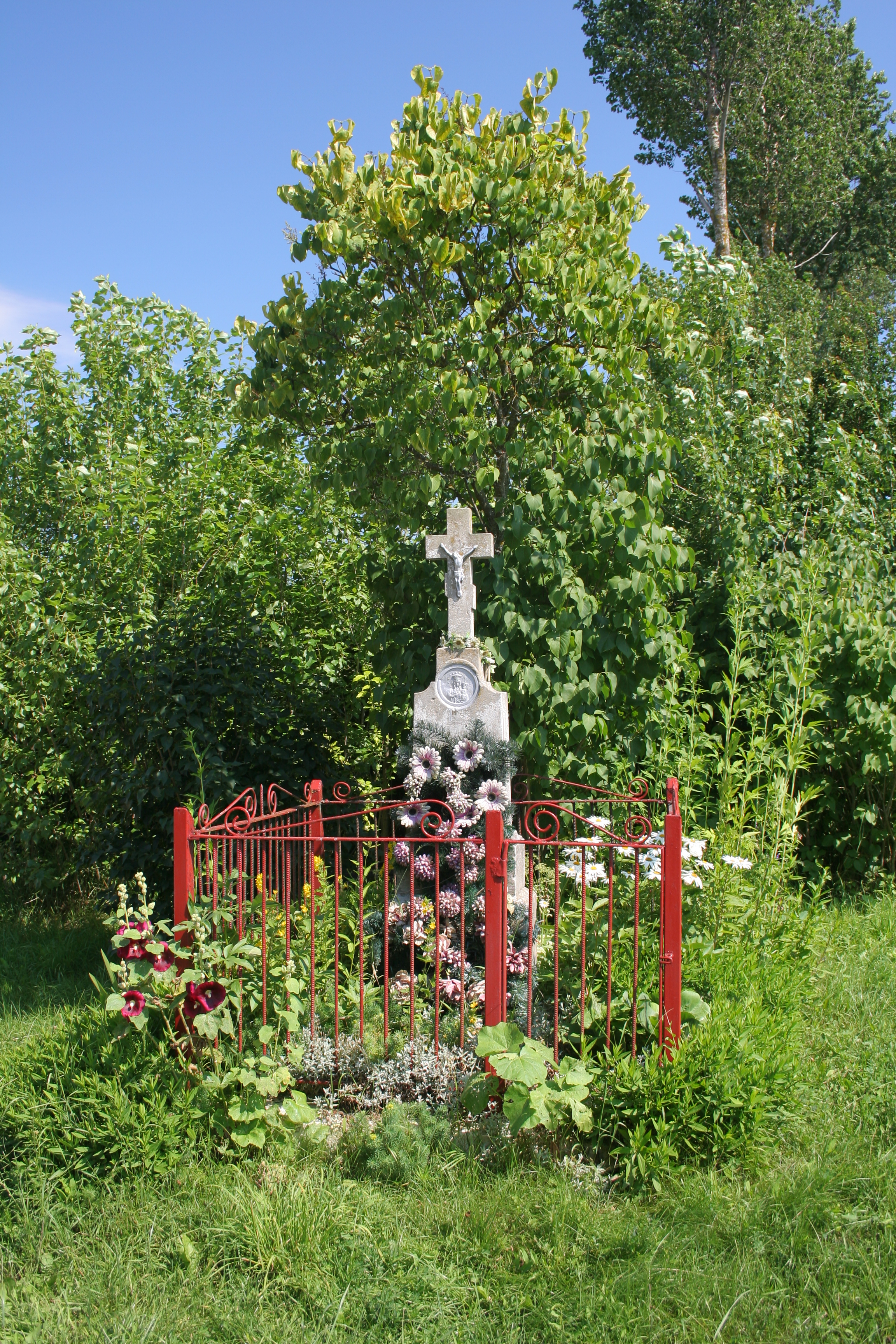
Prawosławny krzyż wotywny
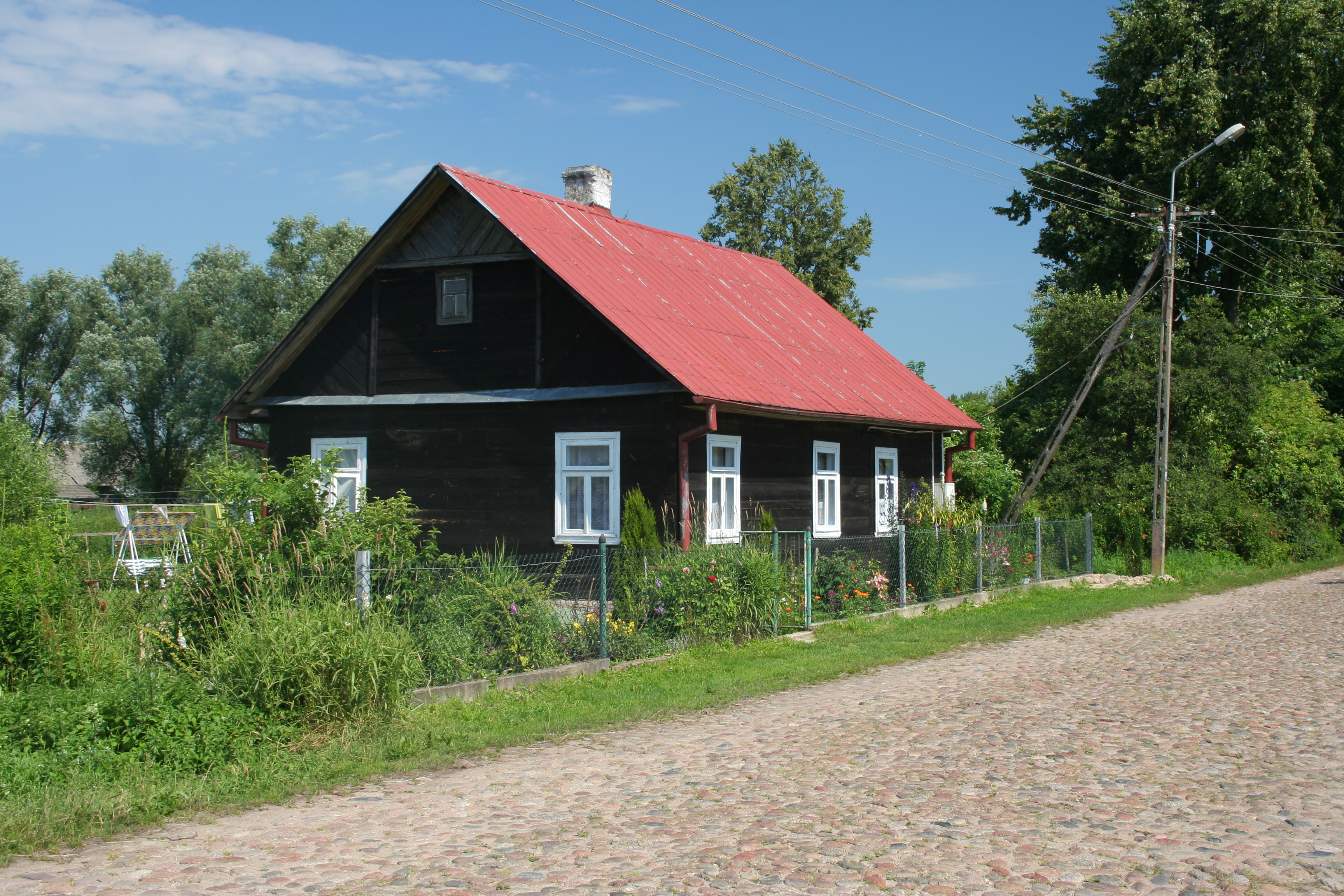
Drewniany dom w centrum wsi